# Всеросійський науково-дослідний інститут транспортного машинобудування
Всеросійський науково-дослідний інститут транспортного машинобудування (рос. Всероссийский научно-исследовательский институт транспортного машиностроения), попередня назва ВНДІ-100 (рос. Всесоюзный научно-исследовательский танковый и дизельный институт, ВНИИ-100) — російський науково-дослідний інститут, заснований 1949 року в Ленінграді.
Всеросійський науково-дослідний інститут транспортного машинобудування — комплексний науковий, дослідний, конструкторський, виробничий та випробувальний центр російського оборонно-промислового комплексу, що створений на базі дослідного заводу, який випускав у роки німецько-радянської війни танки й самохідні артилерійські установки. ВНДІ брав участь у розробці щонайменше 150 зразків бронетанкової техніки, їхніх модифікацій та створення на їхній базі машин, зокрема понад 100 типів бронетанкової техніки були прийняти на озброєння Збройних сил СРСР та Росії.

## Розробки
- Місяцехід — ВНДІ-100 розроблено шасі.
- Об'єкт 907 — проект середнього танку.